# Solenopsis megergates
Solenopsis megergates es una especie de hormiga del género Solenopsis, subfamilia Myrmicinae.

## Distribución
Esta especie se encuentra en Brasil y Paraguay.